# Крична переробка

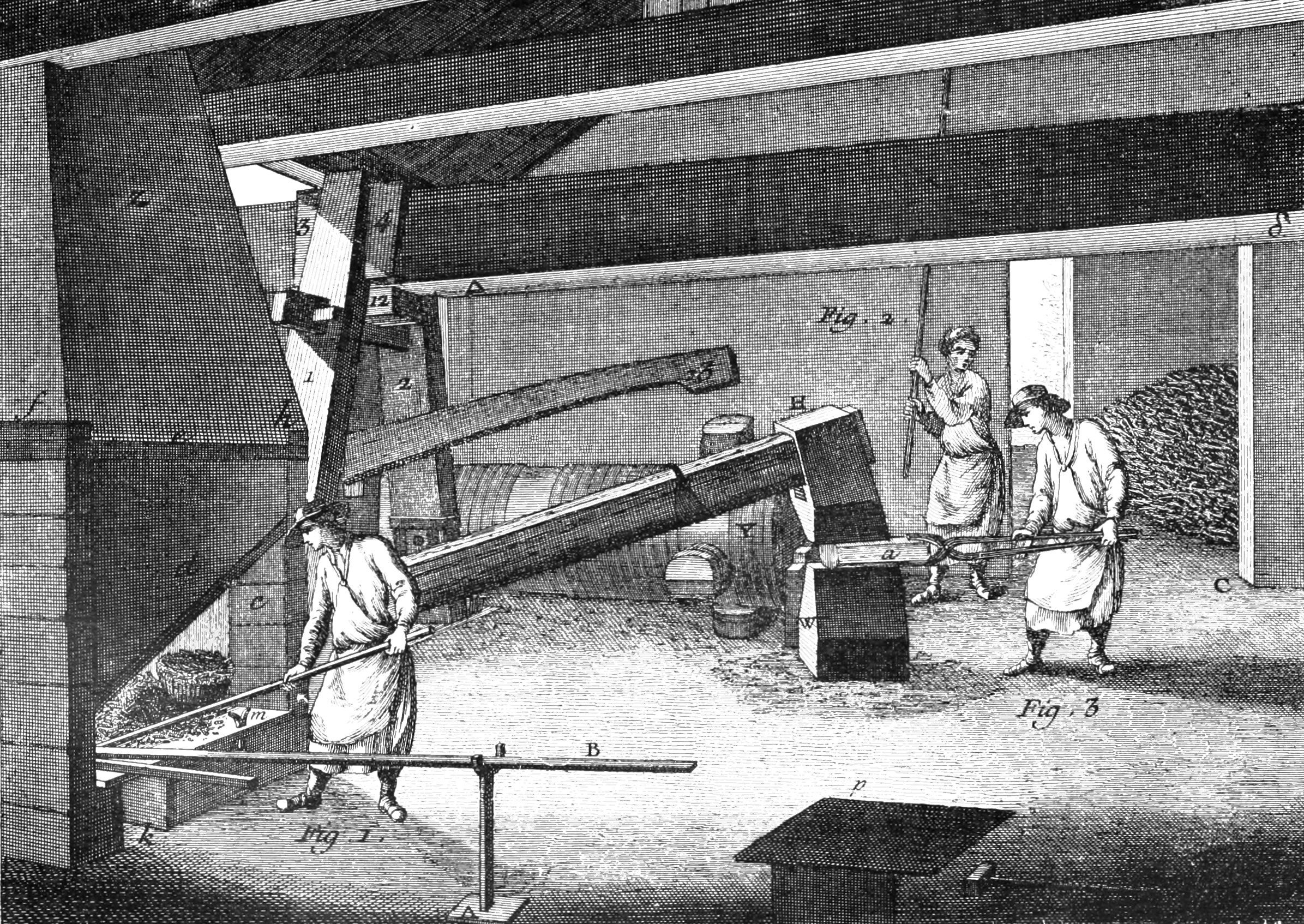
Крична переробка. Ліворуч — кричне горно найпростішої відкритої конструкції, у центрі — обробка отриманого кричного заліза під середньобійним молотом, праворуч — кімната з запасом деревного вугілля.

Кри́чна переробка — процес переробки чавуну у ковке залізо. Полягав у видаленні з чавуну надмірної кількості вуглецю, кремнію, марганцю. Цей процес також називався рафінуванням. Провадився у кричному горні. Залізо, отримане у кричному горні, називалося кричним залізом або зварним залізом. Процес виник приблизно у 14 столітті, після появи виробництва чавуну, був єдиним способом переробки чавуну на ковке залізо до 18 століття і був витіснений більш ефективним процесом — пудлінгуванням.

## Історія
До 14 століття єдиним способом отримання заліза з залізної руди був сиродутний процес, що відбувався у сиродутному горні (до 8 століття) або у більшій від нього сиродутній печі (від 8 століття). У сиродутних печах залізо отримували у напіврозплавленому тістоподібному стані, залізо у рідкому стані тоді металургам ще не було відомим. Тістоподібний шматок заліза — крицю — виймали з печі і обробляли куванням, в результаті чого він ущильнювався й з його шпарин вилучався шлак. Так отримували шматок заліза, придатний для виготовлення виробів.
Приблизно у 14 столітті, внаслідок збільшення розмірів сиродутних печей і зміни процесів у них, разом з губчастим залізом в них почали отримувати і рідкий метал — чавун, що витікав з печі під час випуску шлаку. Чавун не піддавався куванню — при ударах молотів він тріскався, що робило неможливим виготовлення з нього виробів. Тому чавун спершу вважали браком. Лише через певний час з нього навчилися робити виливки, а також переробляти на ковке залізо у кричному горні. Після винайдення кричної переробки було помічено, що отримання ковкого заліза з чавуну є більш дешевим способом отримання заліза, ніж пряме отримання заліза у сиродутній печі — витрата вугілля скоротилася вдвічі, а вихід заліза збільшився у півтора рази. З винайденням кричної переробки з'явилися доменні печі, єдиним продуктом яких був лише чавун, який потім переробляли на ковке залізо (або сталь).
У 18 столітті Генрі Корт винайшов більш ефективний спосіб отримання ковкого заліза (сталі) з чавуну — пудлінгування, яке поступово витіснило кричну переробку.

## Опис процесу
У кричне горно на шар розжареного деревного вугілля над фурменною зоною клали бабки́ (чушки) чавуну. Чавун плавився і, стікаючи краплями вниз через окислюючу фурменну зону, піддавався рафінуванню. Під дією повітря, що вдувалося в горно, вуглець і інші елементи чавуну вигорали. Метал накопичувався на поді горну, де завдяки окислювальній дії залізистого шлаку додатково зневуглецьовувався. Зневуглецювання призводило до того, що залізо переходило з рідкого стану у лише напіврозплавлений тістоподібний стан — перетворювалося на крицю. Маса криці, яку виймали з кричного горну, становила 50—100 кг. Готову крицю виймали з горну і проковували під чоловим, середньобійним або хвостовим молотом з метою ущільнення й видалення шлаку.